# Contea di Chongren
La contea di Chongren (崇仁县S, Chóngrén XiànP) è una contea della Cina, situata nella provincia di Jiangxi e amministrata dalla prefettura di Fuzhou.